# المؤسسة القطرية لرعاية المسنين (إحسان)
المؤسسة القطرية لرعاية المسنين (إحسان)،  مؤسسة اجتماعية خاصة ذات نفع عام لها شخصية اعتبارية مستقلة تم تاسيسها بتوجيهات من صاحبة السمو الشيخة موزا بنت ناصر المسند حرم سمو أمير البلاد المفدى حفظهما الله . وتم اعتماد نظامها الأساسي في يناير 2003,مقرها مدينة الدوحة , تعنى بشؤون كبار السن.

## رؤية المؤسسة
نحو تحقيق حياة حرة كريمة، لكبار السن.

## رسالة المؤسسة
العمل على المشاركة في توفير الحياة الامنة والمستقرة لكبار السن في قطر , والوصول لنظام متكامل يشمل المنزل والمستشفى والمأوى والسعي لاستحداث المرافق الضرورية والتشريعات المناسبة.

## اهداف المؤسسة
1. تقديم الخدمات والرعاية لكبار السن في مساكنهم وبين أسرهم .
2. توعية الأسر لاحتضان كبار السن وتوجيههم لأفضل الأساليب .
3. توفير خدمات الرعاية الصحية والاجتماعية والنفسية المناسبة لهم .
4. تأهيل كبار السن لمواجهة المشكلات الناتجة عن كبر السن وكيفية التأقلم معها .
5. ادماج كبار السن في المجتمع كل حسب قدرته .
6. ايواء كبار السن الذين تعجز أسرهم عن رعايتهم أو الذين ليس لهم أسر ترعاهم .

## الخدمات التي تقدمها المؤسسة
1. خدمات اجتماعية.
2. خدمات تمريضية.
3. خدمات علاج طبيعي.
4. خدمات البرامج والانشطة.
5. خدمات الرعاية المنزلية .
6. خدمات الإرشاد النفسي.